# Hjördis Blomqvist
Rakel Hjördis Magdalena Blomqvist eller Hjördis Schultz-Blomqvist, född 3 augusti 1910 i Breared, död 27 april 1988, var en svensk författare.